# Мазохизам
Мазохизам је сексуална перверзија названа према презимену аустријског писца Мазоха. односно склоност ка наношењу физичког и душевног бола партнеру, ради постизања сексуалног задовољства. 
Осим еротског, психоаналитичари говоре и о моралном мазохизму (уживање у моралној деградацији). Фројд је првобитно тврдио да је мазохизам преокренути садизам, тј. аутосадизам. Касније, после увођења нагона смрти, Фројд истиче да је мазохизам примаран. К. Хорнај мазохизам тумачи инструментално, као покушај да се на један заобилазан начин, трпљењем, патњом и понижавањем, дође до сигурности и заштите.